# اشچیانکا، استان کویافسکو-پومورسکی
اشچیانکا (به لاتین: Trzcianka، تلفظ:  [ˈtʂt͡ɕaŋka]) یک روستا در لهستان است که در استان کویافسکو-پومورسکی واقع شده‌است.